# Єранос
Єранос (вірм. Երանոս) — село в марзі Гегаркунік, на сході Вірменії. Село розташоване за 13 км на північний захід від міста Мартуні та за 21 км на південь від міста Гавар. За 2 км на південь розташоване село Вардадзор, а на схід від села проходить траса Єреван — Севан — Мартуні — Варденіс. В селі знаходиться церква, яка датується 1215 р.